# 다키역 (도치기현)
다키역(일본어: 滝駅)은 일본 도치기현 나스카라스야마시에 위치한 동일본 여객철도 가라스야마 선의 철도역이다. 단선 승강장 1면 1선의 구조를 갖춘 지상역이다.

## 이용 현황
- 2008년도 : 25명
- 2009년도 : 30명

## 역 주변
- 류분 후루사토 민예관

## 역사
- 1954년 6월 1일 : 개업.
- 1987년 4월 1일 : 일본국유철도 분할 민영화에 의해, 동일본 여객철도가 승계.

## 인접 역
| 동일본 여객철도 가라스야마 선 | 동일본 여객철도 가라스야마 선 | 동일본 여객철도 가라스야마 선 |
| ----------------------------- | ----------------------------- | ----------------------------- |
| 고바나 호샤쿠지 방면          | ■ 가라스야마 선               | 가라스야마 가라스야마 방면    |